# إسقمري معروف
الإسقُمريّ المعروف (Scomber scombrus) أو الطَرَاخور المعروف هو نوع من السمك من جنس الإسقمري.
يعيش هذا النوع في المياه المعتدلة للبحر الأبيض المتوسط، والبحر الأسود، وشمال المحيط الأطلسي، حيث ينتشر بكثرة ويتواجد في أسراب ضخمة في المنطقة البحرية السطحية حتى عمق حوالي 200 متر (660 قدمًا). يقضي الأشهر الأكثر دفئًا بالقرب من الشاطئ وقرب سطح المحيط، ويظهر على طول الساحل في الربيع ويغادر مع حلول الطقس البارد في أشهر الخريف والشتاء. خلال الخريف والشتاء، يهاجر إلى مياه أعمق وأكثر جنوبية، بحثًا عن درجات حرارة أكثر دفئًا.